# Ruisseau d'Esbints
Le Ruisseau d'Esbints est une rivière du sud-ouest de la France qui coule dans le département de l'Ariège. C'est un affluent du Salat en rive gauche, c'est-à-dire un sous-affluent de la Garonne.

## Géographie

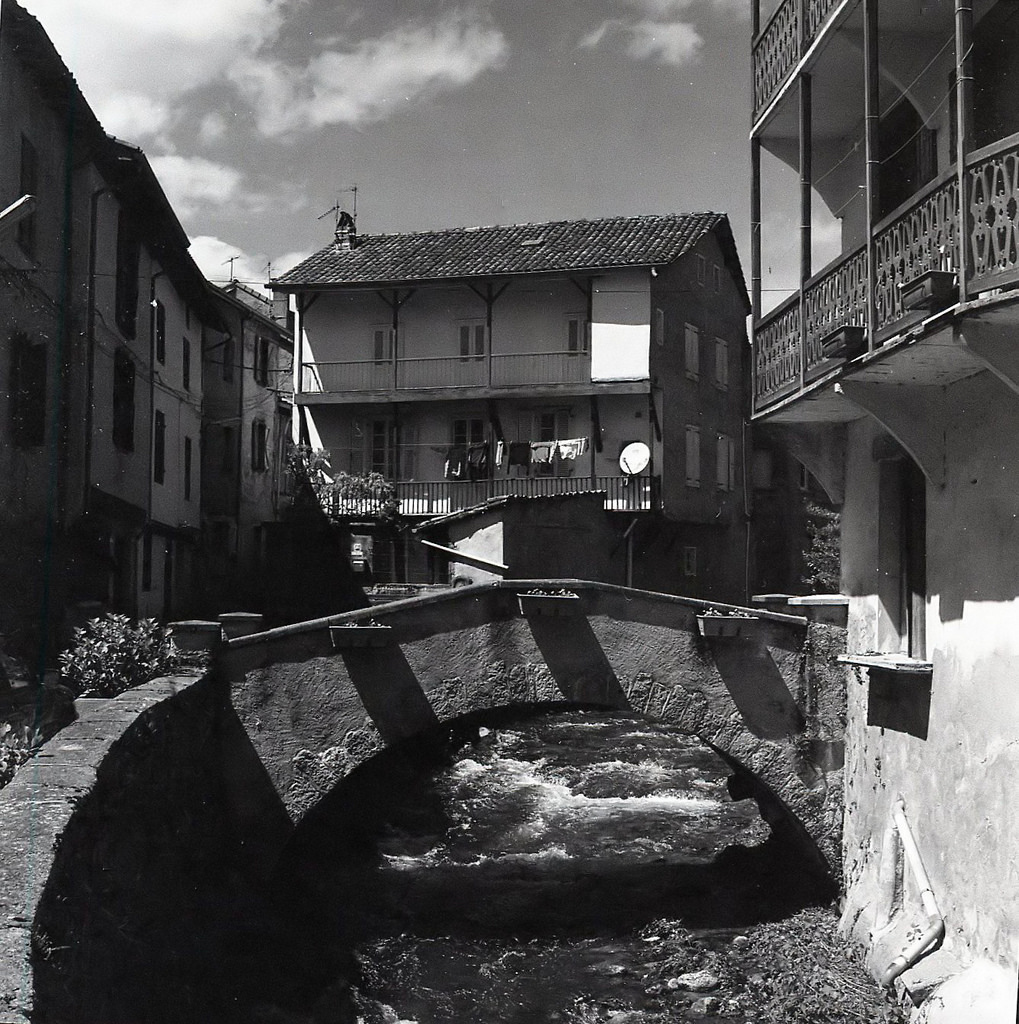
L'Esbintz à Seix.

De 11,5 km de longueur, le ruisseau d'Esbints prend sa source en Ariège, dans les Pyrénées, sur la commune de Sentenac-d'Oust, et se jette dans le Salat en rive gauche, à Seix.

## Département et communes traversés
- Ariège : Sentenac-d'Oust, Seix.

## Principal affluent
- Ruisseau de Rieu Sourd : 5 km